# Victims Family

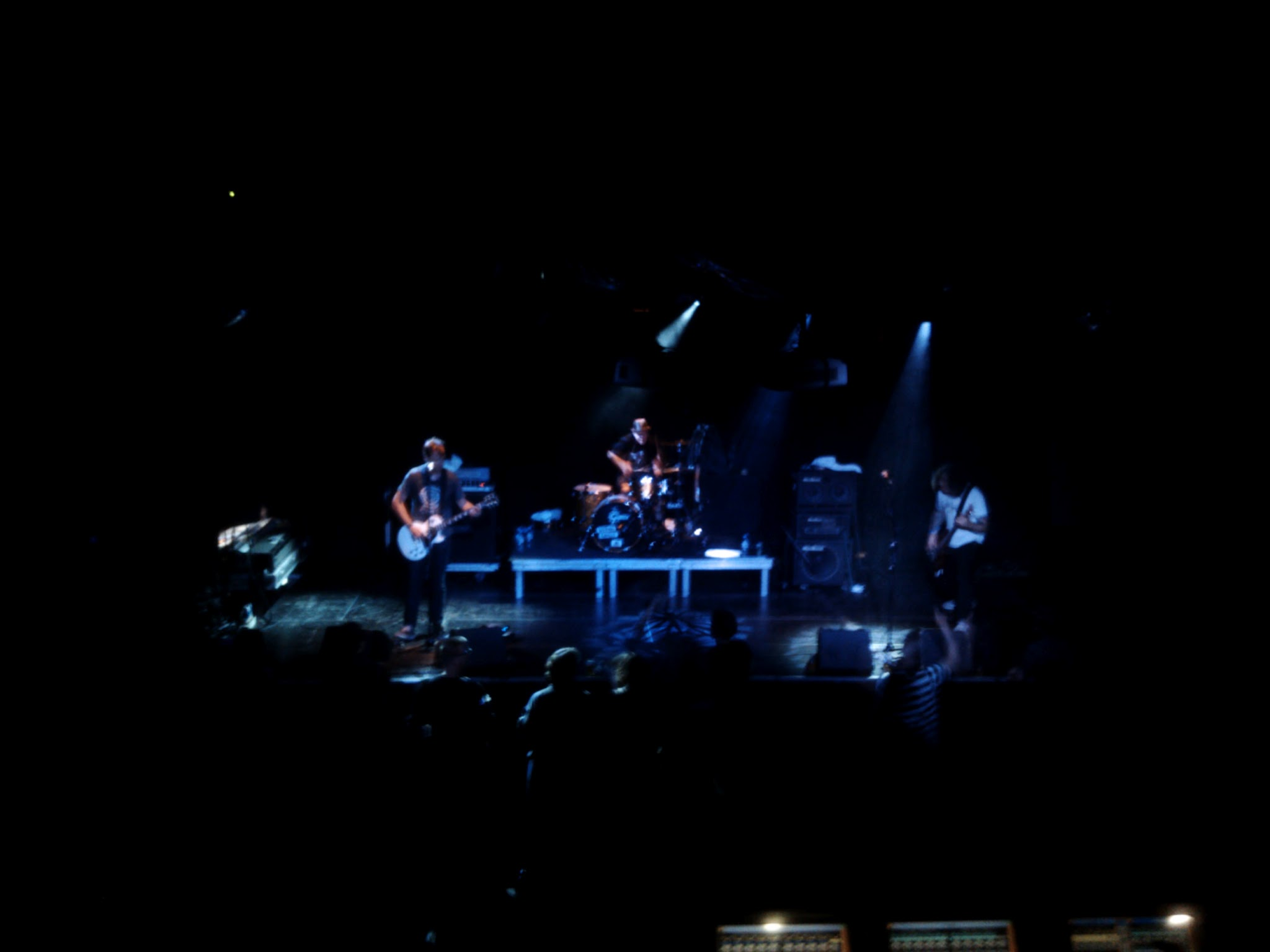
mei 2012, De Melkweg, Amsterdam

Victims Family is een Amerikaanse band, die in oktober 1984 in Santa Rosa, Californië, werd geformeerd door gitarist Ralph Spight en Larry Boothroyd. Samen met Devon VrMeer begonnen ze een gitaarrock band, die een stijl speelden die zich niet gemakkelijk met één woord liet beschrijven. Toen NoMeansNo-drummer John Wright hun derde album produceerde, kregen ze ook echt grote bekendheid, die in Europa vaak veel groter was dan thuis in Amerika. In 1995 stopte Victims Family op een zeker hoogtepunt.
De naam betrok de band van een afbeelding van Bernard Kliban.

## Discografie
- Voltages & Violets (1986)
- Things I Hate to Admit (1988)
- White Bread Blues (1990)*
- The Germ (1992)
- Headache Remedy (1994)
- Four Great Trash Songs (1995, livealbum)
- Apocalicious (2001)

(*) dubbel-cd, bevat ook: Things I Hate to Admit

## Saturn's Flea Collar
Larry Boothroyd formeerde in 1996 Saturn's Flea Collar, samen met Jason Christian van Austin TX. Omdat ze ook een gitarist nodig hadden, werd Ralph Spight gevraagd, waardoor Victims Family tot op zekere hoogte weer bij elkaar was. Dit resulteerde in het album Monosyllabic (1997), en een Europese tournee.

## Hellworms
Saturn's Flea Collar ging verder onder de naam Hellworms, dat in 1998 het album Crowd Repellent uitbracht. In 1999 volgde een 7"-plaat, getiteld Glamorous Drug Problem.

## Victims Family
Daarna werd besloten de naam Victims Family weer te gebruiken, als een soort paraplu waaronder oud en nieuw materiaal werd gespeeld. Ook was een nieuwe drummer nodig, en het duurde maanden voordat David Gleza als opvolger werd gevonden. Dit resulteerde in het album Apocalicious, dat in 2001 uitkwam.

## Jubileum
In 2004 trad Victims Family een paar keer op in San Francisco ter gelegenheid van hun twintigjarig jubileum. Hierna bleef het stil, totdat ze in 2010 weer door Europa toerden, omdat Victims Family is uitgenodigd om te spelen op een festival in Tsjechië ter ere van een vriend die vijftig jaar werd. In de oude samenstelling met Tim Solyan als drummer trad de band tien keer op, onder meer in de Melkweg, samen met NoMeansNo die ook op dat moment in Europa toerde. 
In het najaar van 2010 werd nog een enkel concert gegeven, waar vooral op YouTube veel filmpjes van opdoken. Omdat voornamelijk Ralph, maar ook de andere bandleden druk waren met hun andere bands, lukte het nog niet om regelmatig op te treden, maar in het najaar van 2011 stond een nieuwe Europese tournee gepland, die resulteerde in een tournee door Noord-Europa in mei 2012.